# A Bunch of Flowers
A Bunch of Flowers è un cortometraggio muto del 1914 diretto da Dell Henderson. Sceneggiato da Anita Loos, il film è interpretato da Walter Miller e da Isabel Rea.

## Produzione
Il film fu prodotto dalla Biograph Company

## Distribuzione
Distribuito dalla General Film Company, il film - un cortometraggio in una bobina - uscì nelle sale cinematografiche statunitensi il 2 marzo 1914.
Non si conoscono copie ancora esistenti della pellicola che viene considerata presumibilmente perduta.